# 塩竈市警察
塩竈市警察（しおがましけいさつ）は、かつて存在した宮城県塩竈市の自治体警察。

## 概要
旧警察法の施行で、従来の宮城県警察部が解体され、1948年（昭和23年）3月7日に塩竈市警察署が設置された。
1954年（昭和29年）に、旧警察法が全面改正されて新たに新警察法が公布された。これにより国家地方警察と自治体警察が廃止され、新たに都道府県警察として宮城県警察本部が発足。塩竈市警察も宮城県警察に統合され、姿を消した。